# Salar de Imilac
El salar de Imilac es un lago de aguas con sedimentos de sales ubicado en la Región de Antofagasta, en la ladera oriental de la cordillera Domeyko, entre el salar de Atacama y el salar Punta Negra. 

## Ubicación y descripción
La forma del salar y su cuenca de drenaje son difíciles de describir. Los autores de un informe para la Dirección General de Aguas escriben: "En los mapas topográficos y geológicos, el salar aparece dividido en dos partes: una en forma de rombo, al oeste, y la otra de forma muy alargada e irregular, al este. Hemos estudiado solamente la parte occidental, puesto que es la única donde hemos encontrado agua. Es también la costra mejor delimitada en el fondo de una depresión topograficamente cerrada. Su cuenca de drenaje pertenece a la Cordillera de Domeyko. Es el único salar entre los que hemos estudiado que no tiene relación con la alta Cordillera de los Andes La parte alargada, al este, se parece mucho a las costras de sales del Valle Central. En algunos estudios, se considera el salar de Imilac como un satélite del salar de Punta Negra. En realidad, al observar el mapa topográfico, se nota que Imilac es una sub-cuenca de Atacama.": II-231 
Las principales características morfométricas y climatológicas del salar son:: II-231 
1. altura: 2949 m
2. superficie de la cuenca: 189 km²
3. superficie del salar: 9,8 km²
4. superficie de las lagunas: 0,16 km²
5. precipitaciones: 40 mm/año
6. evaporación potencial: 2000 mm/año
7. temperatura media: 10 °C

## Historia

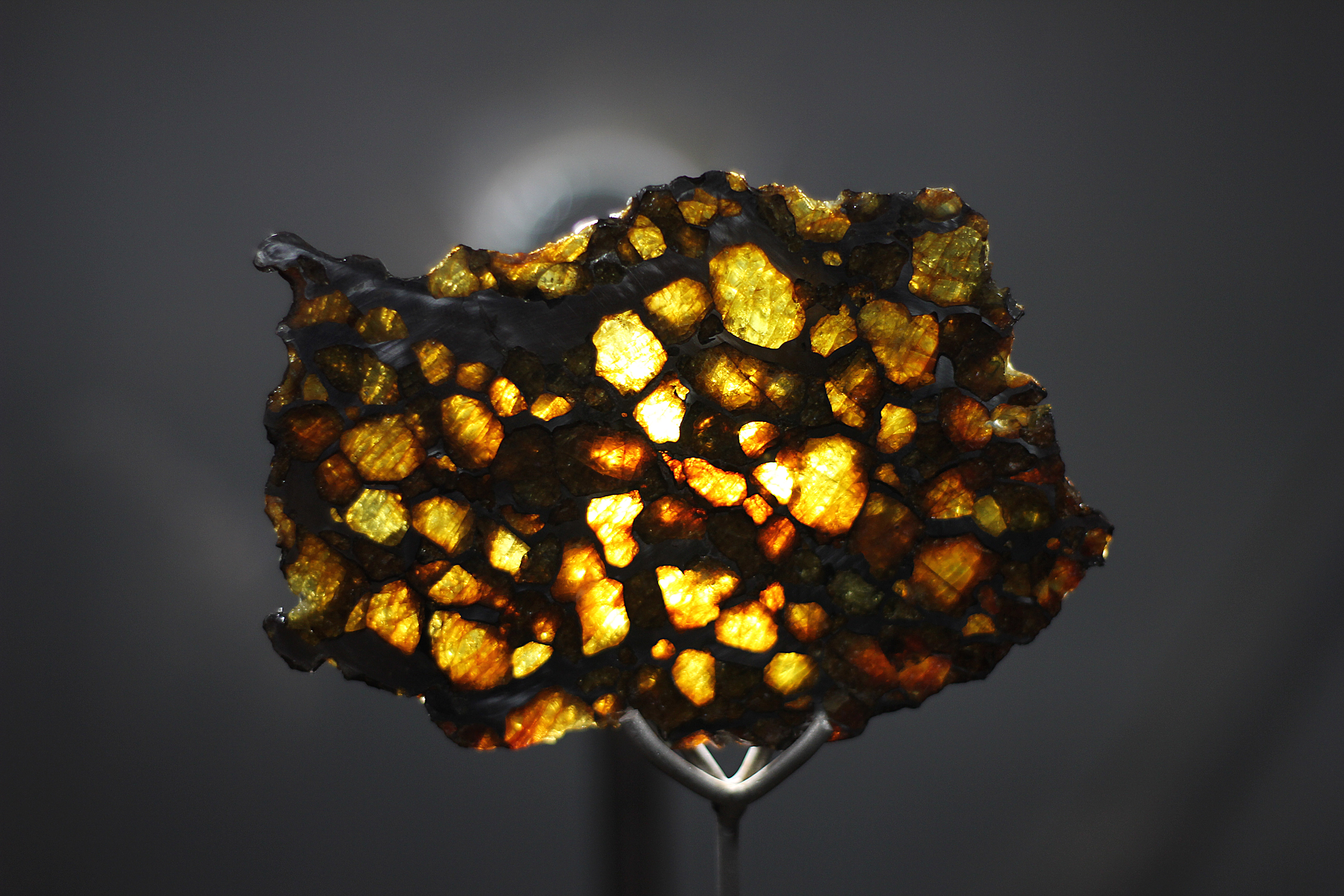
Pequeña torreja del meteorito iluminada en el Museo del Meteorito.

A pocos kilómetros del salar se encuentran las huellas del impacto del meteorito Imilac, ocurrido aproximadamente 500 años atrás. Algunos de sus restos pueden ser apreciados en el Museo del meteorito, en San Pedro de Atacama.
Francisco Solano Asta-Buruaga y Cienfuegos escribió en 1899 en su obra póstuma Diccionario Geográfico de la República de Chile sobre el lugar:
Imilac.-—Paraje del departamento de Antofagasta que se halla en una pequeña hoyada con una laguna en el centro á poca distancia al NO. del Alto de Puquios y á unos 20 kilómetros hacia el NE. del saladar de Punta Negra. Está en una altitud de 2,530 metros.
Luis Risopatrón lo describe en su DiccionarioJeográfico de Chile: 422 
Imilac (Salar de) 24° 13' 68° 50'. De 2 671 hectáreas de superficie, está cubierta una parte por esflorescencias salinas que alcanzan a las pequeñas vegas del lado E, en las que se hallan varios ojos de agua de regular calidad, así como en las partes W, SW i S i se encuentra a 3 158 m de altitud, a corta distancia al N del salar de Punta Negra; se ha estraido sal común i acarreado en carretas a la costa del mar, con la que queda unida por un buen camino. 1, X, p. 205; 98, i, p. 150; i II, p. 520 i carta de San Román (1892); 99, p. 37 i 110; 149, I, p. 206 i 222; 156; i 161, I, p. 127.